# Esbo stift
Esbo stift är det yngsta av de nio stiften i Evangelisk-lutherska kyrkan i Finland. Stiftet började sin verksamhet den 1 januari 2004 då man avskilde 25 församlingar i den västra delen av Helsingfors stift för att grunda stiftet. Efter förändringar i församlingsfördelningen, består stiftet 2018 av 19 församlingar, fördelade på tre prosterier.

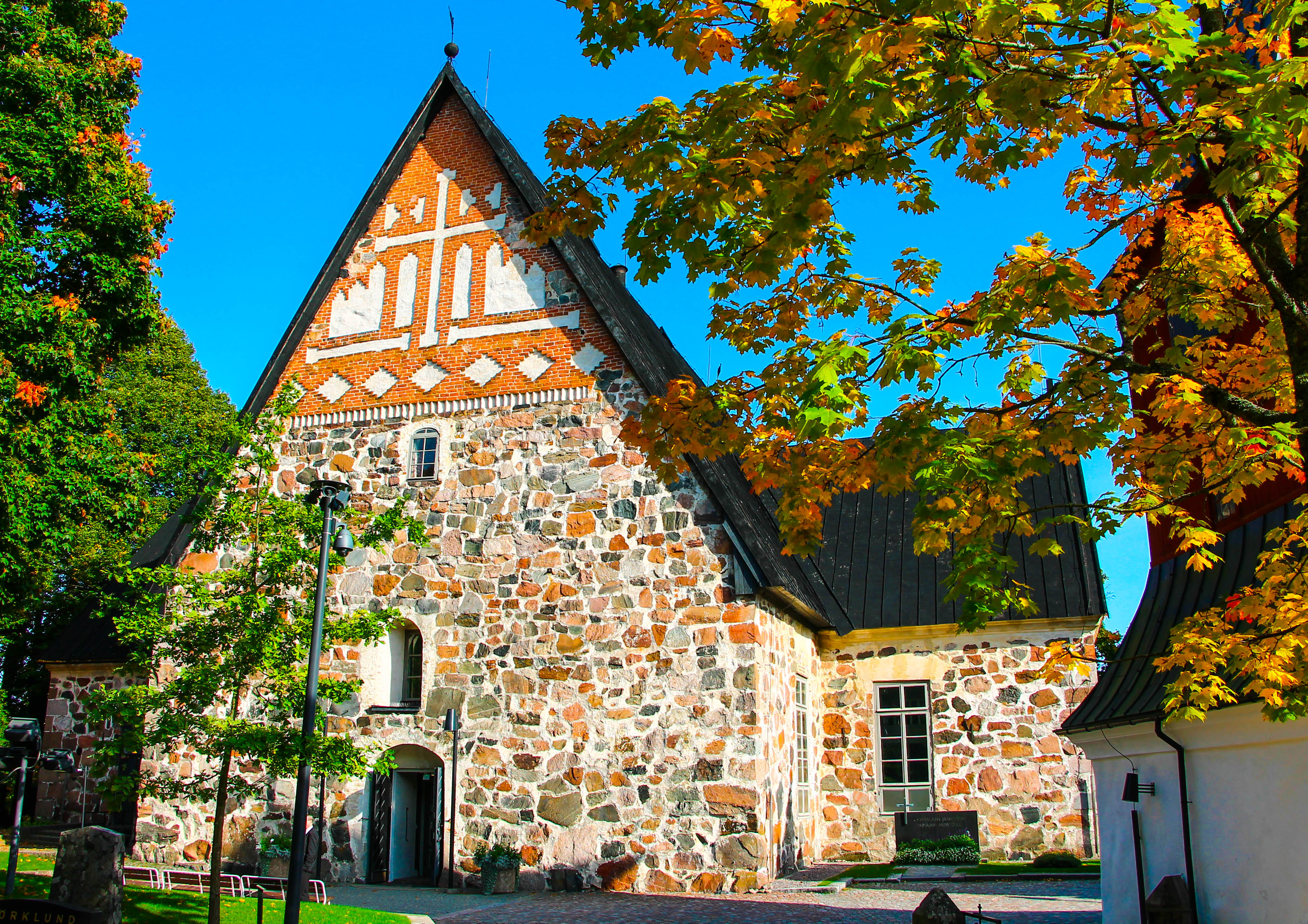
Esbo domkyrka

Som domkyrka används i stiftet Esbo domkyrka. 
Hösten 2018 valdes Kaisamari Hintikka till stiftets biskop efter Tapio Luoma, som hade blivit ärkebiskop. Hon vigdes till biskop den 10 februari 2019.
Esbo stift fyllde 20 år i 2024. 20-års jubileet till ära donerade domkapitlet i Esbo stift en äppelträdsplanta till varje församling i stiftet. Trädplantering symboliserade hopp och tillit till framtiden.

## Prosterier i Esbo stift
1. Esbo domprosteri
2. Lojo prosteri
3. Tusby prosteri

## Biskopar i Esbo stift
- Mikko Heikka (2004-12)
- Tapio Luoma (2012-18)
- Kaisamari Hintikka (2019-)